# Bureidsch

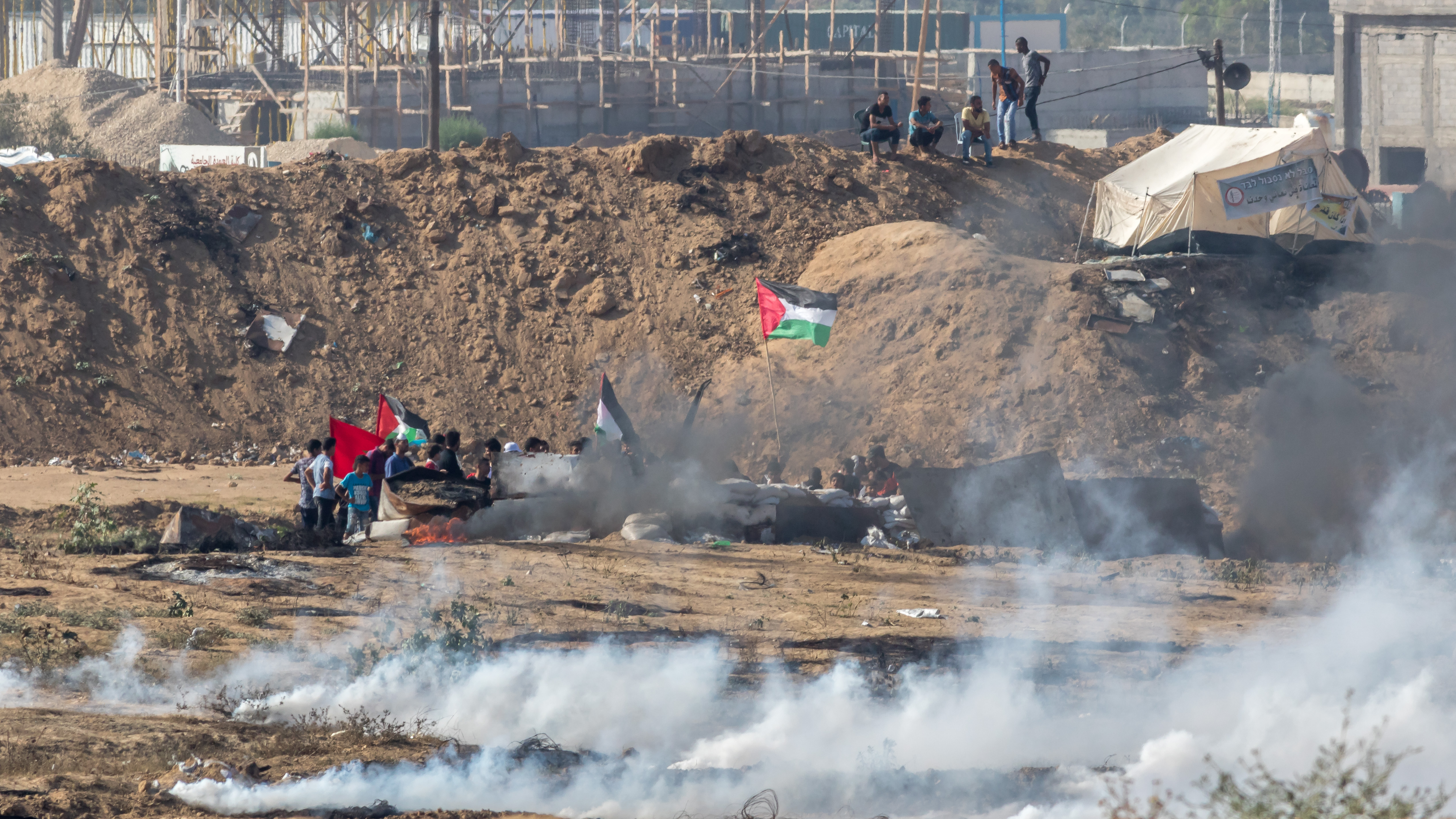
Gaza-Grenzproteste in Breidsch 2018

Bureidsch oder Breidsch (arabisch البريج al-Buraidsch, DMG al-Buraiǧ, englisch Breij) ist ein palästinensisches Flüchtlingslager in der Mitte des Gazastreifens, östlich der Saladinstraße im Gouvernement Deir el-Balah. Die Fläche der Ländereien umfasst 529 Dönüms, im Jahre 2017 hatte der Ort eine Einwohnerzahl von 28.024 sowie 28.770 erfasste Flüchtlinge. Das Palästinensische Zentralbüro für Statistiken (PCBS) listete eine Bevölkerungszahl von 15.491 in der Munizipalität Bureidsch außerhalb des Lagers auf.
Das Lager wurde 1949 von 13.000 Palästinensern aus dem Grenzgebiet zu Gaza gegründet – nachdem die einheimischen Juden aus Gaza vertrieben wurden. Ein kleiner Prozentsatz der Flüchtlinge wurde in den Baracken der britischen Armee untergebracht, die Mehrzahl jedoch in Zelten. Die UNRWA errichtete ab 1950 Betonhäuser, um die Zelte zu ersetzen.
Die meisten Flüchtlinge leben in dicht besiedelten Gebäuden. Das Lager hat kein Abwassersystem und der Müll wird von den Bewohnern in den Wadi Gaza geschmissen, einen Strom nördlich des Lagers. Dies führt zu gesundheitlichen Beeinträchtigungen über die Region hinaus. Ein israelisches Wasserunternehmen beliefert das Lager mit Frischwasser.
Bureidsch hat sechs Grund- und zwei Sekundarschulen mit 9.306 Schülern am Ende des Jahres 2004. Alle Schulen werden von der UNRWA betrieben.